# Hubert Sele
Hubert Sele (* 7. November 1955 in Triesenberg) ist ein liechtensteinischer Politiker (VU). Er war von 1999 bis 2015 Gemeindevorsteher von Triesenberg und von 1993 bis 2001 Abgeordneter im Landtag des Fürstentums Liechtenstein gewesen.

## Biografie
Sele wuchs in Triesenberg auf. Er absolvierte eine Ausbildung zum kaufmännischen Angestellten und war 25 Jahre lang Gemeindesekretär von Triesenberg.
Im Oktober 1993 wurde er erstmals für die Vaterländische Union in den Landtag gewählt. 1997 erfolgte seine Wiederwahl. In seiner Zeit als Abgeordneter war er unter anderem drei Jahre lang Leiter der Geschäftsprüfungskommission. 1999 wurde Sele erstmals zum Vorsteher der Gemeinde Triesenberg gewählt. In den Jahren 2003, 2007 und 2011 erfolgte jeweils seine Wiederwahl zum Gemeindevorsteher. 2015 verzichtete er auf eine erneute Kandidatur. Neuer Gemeindevorsteher wurde sein Parteikollege Christoph Beck.
Sele ist verheiratet und hat drei Kinder, einen Sohn und zwei Töchter.